# Жаб'яча черепаха
Жаб'яча черепаха (Mesoclemmys) — рід черепах з родини Змієшиї черепахи підряду Бокошиї черепахи. Має 12 видів.

## Опис
Загальна довжина представників цього роду коливається від 15 до 30 см. У більшості представників роду спостерігається статевий диморфізм — самиці більші за самців. Голова велика, широка, сильно спложена, нагадує жаб'ячу. Представники цього роду відрізняються від жабоголових черепах більшими розмірами голови, а також наявністю у низки видів порівняно довгого носа. Шия коротка, вкрита численними дрібними горбиками.
Забарвлення оливкове, світло-коричневе, сірувате. Пластрон світліше за карапакс.

## Спосіб життя
Полюбляють місцини неподалік від водойм. Добре плавають. Разом з тим значну частину життя проводять на суходолі. Харчуються земноводними, дрібною рибою, комахами.
Самиці відкладають до 20—25 яєць.

## Розповсюдження
Це ендеміки Південної Америки.

## Види
- Mesoclemmys dahli
- Mesoclemmys gibba
- Mesoclemmys heliostemma
- Mesoclemmys hogei
- Mesoclemmys jurutiensis
- Mesoclemmys nasuta
- Mesoclemmys perplexa
- Mesoclemmys raniceps
- Mesoclemmys sabiniparaensis
- Mesoclemmys tuberculata
- Mesoclemmys vanderhaegei
- Mesoclemmys zuliae